# Jüdischer Friedhof Glückstadt

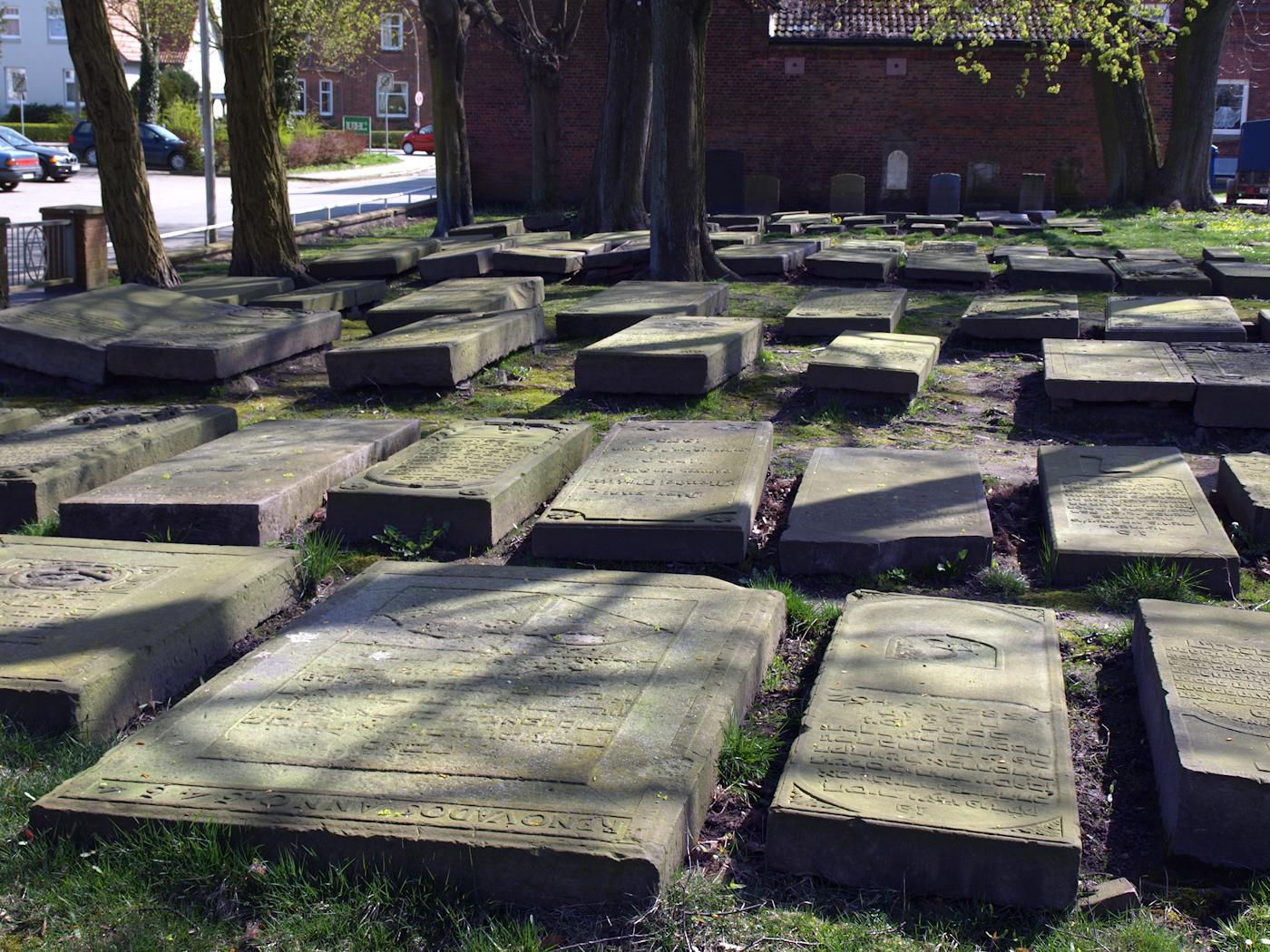
Blick Richtung Pentzstraße
- Grabplatten und vereinzelte Stelen

Der jüdische Friedhof in Glückstadt liegt an der Pentzstraße. Das Gelände hat eine Fläche von 1531 m². Erhalten sind etwa 100 Grabsteine, viele aus dem 17. und 18. Jahrhundert.

## Geschichte
Drei Jahre nach der Gründung Glückstadts im Jahr 1616 lud der dänische König Christian IV aus Portugal eingewanderte sephardische Juden ein, in der Stadt Handel zu treiben. Die Sepharden wurden wegen ihrer guten Handelsbeziehungen nach ganz Europa gebraucht. Ihnen wurde freie Religionsausübung zugesichert und sie erhielten 1622 einen eigenen Friedhof. Die Sepharden verließen die Stadt wieder als deutlich wurde, dass der Aufstieg Glückstadts zur Konkurrentin Hamburgs nicht wie geplant erfolgte.
Ab 1861 wurden nur aschkenasische Juden hier beigesetzt.
Ab 1895 verkleinerte man die Friedhofsfläche auf ein Viertel. Im Zuge dieser Maßnahme hat man die Grabsteine der Größe nach aufgestellt.
1914 wurde als letzter Sammy Levy hier beerdigt. Seine Witwe vermachte das gesamte Vermögen der Gemeinde und übergab dem Stadtarchiv historische Dokumente. Dafür verpflichtete sich die Stadt, den Judenfriedhof instand zu halten.
1941 – während der NS-Zeit – wurden die Steine entfernt und das Gelände wurde eingeebnet.
Nach 1945 stellte man den Friedhof weitgehend wieder her.

## Gräber

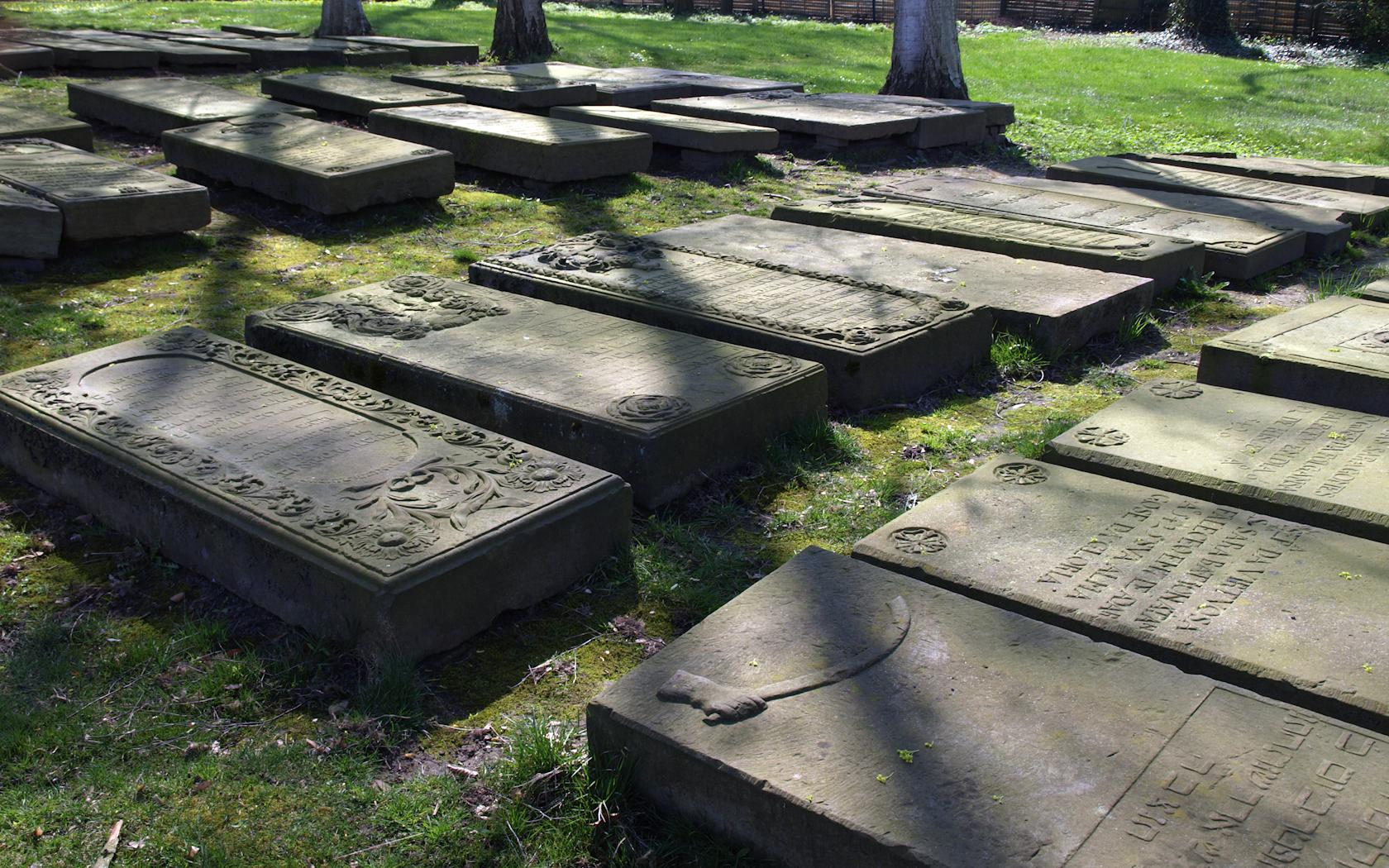
Sephardische Gräber mit hebräischen (links) und lateinischen (rechts) Schriftzeichen
Vorn das Symbol
Hand mit Schwert

Die meisten Gräber (etwa 90) sind sephardisch, sie sind durch liegende Grabplatten aus Sandstein abgedeckt. Hinzu kommen 11 aufrechte Stelen. Die sephardischen Steine tragen meist hebräische, aber auch lateinische Schriftzeichen. Folgende Symbole sind dargestellt: Sanduhren, Totenschädel über gekreuzten Knochen, Segnende Priesterhände, Stiefel, Levitenkanne und Schale, gespannter Bogen, Hand mit Schwert, Hand mit Waage.